# Gabriele Adorno
Gabriele Adorno (muerto en 1398) fue el cuarto dux de Génova entre 1363 y 1370. Era miembro de la familia Adorno. Fue elegido el 14 de marzo de 1363, sucediendo a Simón Bocanegra, que había muerto en activo. Permaneció en el cargo hasta el 13 de agosto de 1370, cuando fue depuesto y expulsado por el pueblo de Génova. Fue sucedido por Domenico di Campofregoso.

## Primeros años
Nació en Génova alrededor de 1320 de Daniel Adorno di Lanfranco y Marietta Giustiniani. Creció en una familia de comerciantes y trabajó de adulto en la rama comercial de su padre.

## Carrera política
Entre 1350 y 1358 fue miembro del Consejo de Ancianos de Génova. Colaboró con el segundo dux, Giovanni da Murta en negociaciones con la familia Grimaldi y con Simón Bocanegra. A la muerte de éste, fue seleccionado por la asamblea como nuevo dux.
El 18 de abril de 1365, Génova firmó un tratado con Pedro I de Chipre, que abrió las puertas para la dominación genovesa de la isla. La influencia en el este de Europa aumentó decisivamente con la ocupación de Soldaia en Crimea, y el reforzamiento de las bases comerciales y navales locales. En los dos años siguientes, Adorno firmó tratados comerciales con los aragoneses, y con el rey Fernando I.
A pesar de sus esfuerzos por resolver los conflictos con Aragón, Venecia y los Visconti, la insatisfacción de la población por el alza de los impuestos, provocó el levantamiento, y Adorno se vio obligado a huir el 13 de agosto de 1370. El mismo día, Campofregoso fue elegido nuevo dux. 
Poco después fue arrestado y confinado en el castillo de Voltaggio, y solo fue liberado tras la intervención del cardenal Stefano Teobaldeschi. Murió en Génova en 1383.